# エスケリキア・アルベルティ
エスケリキア・アルベルティ（学名: Escherichia albertii）は、グラム陰性細菌の一種であり、大腸菌と同属な細菌である。

バングラデシュで下痢症状を呈した小児の糞便から初めて分離され、当初は生化学的性状に基づきハフニア属の細菌と誤同定されていた。2003年に遺伝子解析により新種として再分類され、E. albertiiと命名された。名称は本菌を最初に記載した微生物学者に由来する。

本種は大腸菌と近縁であるが、非運動性(en)であり、乳糖を発酵しない点において、典型的な大腸菌とは異なる特徴を持つ。

## 疫学
本種はヒトの消化管に感染する病原菌であり、食品や水を介した集団感染との関連が指摘されている。また、散発的に菌血症を引き起こす例も報告されている。ただし、接着因子であるインチミン(en)を産生することから、腸管病原性大腸菌（EPEC）と誤同定されることもある。さらに、E. albertii はIII型分泌系（T3SS）関連遺伝子や細胞致死性膨張性毒素（cdtB）遺伝子を保有し、一部の株では志賀毒素（stx2f)をコードする遺伝子も確認されている。これらの病原因子は、本菌の病原性に関与していると考えられるが、詳細な病原機構は未解明の部分が多く、今後の研究が待たれている。

また、家禽類や野生鳥類においても本菌による疾病または無症候性感染が確認されており、これらの動物がヒトへの感染源（リザーバー）として機能している可能性も示唆されている。

日本国内においても、E. albertii による集団感染事例が複数報告されており、そのうち一部の株が志賀毒素遺伝子(stx2f)を保有していることから、公衆衛生上の懸念が高まっている。
このような背景を受けて、厚生労働省は2016年11月に通知を発出し、全国の自治体に対して分離された際の情報提供を求めている。